# Valovi tvari
Valovi tvari ili valovi materije su kvantnomehanički valovi iznimno kratkih valnih duljina koji se uočavaju jedino u krajnjim (ekstremnim) uvjetima pokusa kada tvar uz čestična pokazuje i valna svojstva (dualizam). Prema teoriji L. de Brogliea, valna duljina λ tvari: 
{\displaystyle \lambda ={\frac {h}{m\cdot v}}}
obrnuto je razmjerna masi m i brzini gibanja v te tvari, a razmjerna Planckovoj konstanti h. Tako se na primjer nakon prolaska elektrona kroz kristalnu rešetku na fluorescentnom zaslonu može vidjeti interferencijska slika njihova ogiba, što se primjenjuje na primjer u elektronskom mikroskopu.

## De Broglieva hipoteza
Hipoteza o kvantima svjetlosti (fotoni) stvorila je paradoksalnu situaciju u modernoj fizici. Da bi se shvatila izmjena impulsa sila i energije između svjetlosti i atoma, moramo svjetlost predočiti česticom (korpuskularno). Samo korpuskularnom slikom možemo uvidjeti da monokromatska svjetlost prenosi na materiju uvijek jednake, određene obroke impulsa i energije. No s druge strane, interferentne i ogibne pojave nesumljivo utvrđuju valnu prirodu svjetlosti. Razumljivo je stoga da je u početku bilo opće uvjerenje, kako će dalji razvoj opovrći hipotezu o kvantima svjetlosti i opažane korpuskularne osobine svesti na složeni valni mehanizam.
Zagonetni dualizam val-čestica ne samo da nije iščezao iz optike nego se posve neočekivano proširio i na svijet atoma. Godine 1924. iznio je de Broglie smionu tvrdnju da između zraka svjetlosti i elektrona postoji potpuna analogija s obzirom na korpuskularna i valna svojstva. Po Einsteinu imaju kvanti svjetlosti frekvencije ν impuls sile p:
{\displaystyle p=h\cdot {\frac {\nu }{c}}={\frac {h}{\lambda }}}
Taj isti odnos treba protegnuti na katodne zrake. Homogene zrake elektrona, koji se kreću s impulsom p = m∙ν, možemo opisati ravnim valom valne duljine:
{\displaystyle \lambda ={\frac {h}{p}}={\frac {h}{m\cdot v}}}
Valna duljina katodnih zraka obrnuto je proporcionalna impulsu elektrona p, a konstanta proporcionalnosti je Planckova konstanta h. 
Što je rekao pokus o de Broglievoj hipotezi? Valna svojstva nekog gibanja možemo utvrditi interferentnim i ogibnim pojavama. Potaknuti de Broglieovom hipotezom, prvi su C. J. Davisson i L. H. Germer 1927. iznijeli nesumljive dokaze o valnim svojstvima katodnih zraka. U elektronskoj cijevi mogu se proizvesti samo homogene katodne zrake velike brzine, pa njihove valne duljine padaju u spektralno područje rendgenskih zraka. Prema tome treba, kao i kod rendgenskih zraka, interferentne i ogibne pojave katodnih zraka tražiti pri refleksiji (odbijanju) ili prolazu kroz kristale. Pokusima se pri refleksiji katodnih zraka na kristalima opaža, da pojačanje nastupa samo kod određenih kutova, koji odgovaraju Braggovu uvjetu za rendgenske zrake. Sve pokusne metode za mjerenje valne duljine, koje se vrše na monokromatskim rendgenskim zrakama, mogu se primijeniti i na homogene katodne zrake.  
Da ta ogibna slika doista potječe od katodnih zraka, možemo vrlo lako dokazati. Djelovanjem magnetskog polja čitava se ogibna slika pomiče. Iz razmaka svijetlih i tamnih kružnica može se kao i kod rendgenskih zraka izračunati valna duljina katodnih zraka. Između valne duljine i brzine katodnih zraka pokusima se nalazi odnos λ = 7,25∙1/v što se točno slaže s de Broglievim izrazom.
Poznato je da svjetlost prolazeći pokraj sitnih čestica proizvodi na zastoru ogibne slike. Čestice s promjerom otprilike jednakim valnoj duljini svjetlosti djeluju kao ogibni centri. Isto tako mogu se atomi ili molekule upotrijebiti za ogib rendgenskih ili katodnih zraka. Ogib elektronskih zraka na molekula vrlo uvjerljivo dokazuje valnu prirodu katodnih zraka. 
De Brogliev odnos između impulsa i valne duljine vrijedi za sve vrste materije. On je univerzalan zakon koji povezuje valna i korpuskulatorna svojstva. Kod iste brzine valna je duljina zraka materije to manja što je veća masa čestica. Kod jednake brzine valna je duljina protonskih zraka 2 000 puta manja od valne duljine elektrona. Prema tome, vrlo je teško mjeriti valna svojstva protonskih zraka, jer su njihove valne duljine još manje od elektronskih. Kod protona susrećemo se s istom teškoćom kao i kod katodnih zraka: vrlo je teško postići homogene zrake malih brzina. Valna svojstva lakše se mogu utvrditi i mjeriti za zrake atoma ili molekula. Zrake molekula (ili atoma) mogu se dobiti po Sternovoj metodi ako se materija ispari u zrakoprazni prostor. Valna duljina molekularnih zraka, koje prolaze kroz vakuum, može se mjeriti sličnim uređajima kao i kod katodnih zraka. Brzine takvih molekularnih zraka mnogo su manje od brzine katodnih, ali zato molekule imaju mnogo veću masu, pa dobivamo jednake valne duljine. Za zrake molekula žive, na primjer, dobiva se na sobnoj temperaturi valna duljina jednaka 0,08 AJ. Brzine molekula u zraci nisu homogene, već su razdijeljene po kanonskoj vrijednosti, i zato su interferentne slike molekularnih zraka nešto mutnije od interferentnih slika katodnih zraka.
Valni učinak opaža se i kod nuklearnih reakcija koje izazivaju spori neutroni. Vidjeli smo prije da broj razbijanja atomskih jezgri naglo raste kad brzina neutrona pada. Za male brzine udarni presjek može biti tisuće puta veći od geometrijskog presjeka atomske jezgre. Učestalost srazova ne da se više predočiti time da su jezgra i neutron male kugle s danim promjerima. Neutrone, koji padaju na jezgre, moramo prikazati valovima. Brzi neutroni imaju valnu duljinu manju od promjera jezgre, pa ne činimo velike pogreške ako ih predočimo česticama. No, valna duljina sporih neutrona može biti mnogo veća od promjera atomske jezgre, koja djeluje kao centar disperzije. Iz optike je poznato, da je raspršenje veće ako je valna duljina veća. Prema tome, neutroni bit će to jače smetani atomskim jezgrama što im je brzina manja. Pokusima se doista opaža obrnuta razmjernost (proporcionalnost) između udarnog presjeka i brzine neutrona. Kod određenih brzina opažaju se nagli maksimumi udarnog presjeka. Kod ovih rezonancija, energije neutrona podudaraju se s pobuđenim energetskim nivoima atomske jezgre. Na osnovu valne duljine, Brait i E. Wigner izračunali su udarni presjek neutrona, koji se vrlo dobro slaže s pokusima. 
Otkriće valnih svojstava zraka materije pokazalo je da dualizam val-čestica nije ograničen samo na svjetlost već da proniče kao temeljni zakon čitavu prirodu. Ista stvarnost očituje se u pokusu jedanput kao val, drugi put kao čestica. Između valnih i korpuskularnih svojstava postoje stalni odnosi. Odredimo li jednim pokusom brzinu elektrona u katodnim zrakama, možemo unaprijed reći kakva će valna svojstva pokazivati te katodne zrake u daljim pokusima. 
Na ideju valova materije došao je de Broglie da bi objasnio pojavu stacionarnih stanja u nuklearnoj fizici. De Broglie je postavio pitanje: Ima li uopće u klasičnoj fizici pojava koje su slične stanjima u mikrosvijetu? Ima: to su titranja napetih žica i membrana. Ako je žica napeta na oba kraja tada može titrati tako da se između obaju krajeva nalazi cijeli broj valnih poluduljina. Valna duljina mogućih titraja može poprimiti samo neke, diskretne vrijednosti. U valnoj teoriji može se diskontinuitet naći kao posljedica određenih rubnih uvjeta. Uvođenjem valova materije pokušao je de Broglie dati prirodno objašnjenje stacionarnih stanja i kvantne diskontinuiranosti. Po genijalnoj de Broglievoj zamisli opstanak stacionarnih stanja uzrokovan je valnom stranom materije. 
Konstantno gibanje elektrona na jednom pravcu možemo s jedne strane opisati kao gibanje čestice uzduž tog pravca, a s druge strane kao širenje ravnog vala. Čestica ima određeni impuls, val ima određenu valnu duljinu. Okomito na pravac gibanja neka se nalaze dvije ravnine, na kojima se elektron reflektira. Razmak između obiju ravnina jednak je d. Na toj duljini kreće se periodički elektron amo-tamo.
Gibanje čestice, koja se kreće amo-tamo, odgovara ravni val, koji se reflektira na postavljenim ravninama. Superpozicijom upadnog i reflektiranog vala nastaje stojni val s čvorištima u ravninama refleksije. Takav stojni val može pored čvorištima na krajevima imati i cijeli broj čvorišta na duljini d između obje ravnine refleksije. U slučaju da nema drugih čvorišta osim na kraju, valna duljina dvaput je veća od razmaka obiju ravnina. Općenito se između obiju ravnina refleksije može nalaziti n čvorišta. Valna duljina jednaka je tada općenito:
{\displaystyle \lambda ={\frac {2\cdot d}{n}}}
gdje je: n = 1, 2, 3, 4, … Prema de Broglievom odnosu odatle izlazi, da impuls elektrona, u skladu sa starim kvantnim uvjetom, može poprimiti samo ove vrijednosti:
{\displaystyle p={\frac {h}{\lambda }}={\frac {h}{2\cdot d}}\cdot n}
Pri periodičnom titranju na pravcu između dvije ravnine može impuls elektrona poprimiti samo neke, diskretne vrijednosti. Iz diskretnih vrijednosti impulsa slijedi i diskontinuiranost energije elektrona. Energija elektrona jednaka je kinetičkoj energiji:
{\displaystyle E={\frac {1}{2\cdot m}}\cdot p^{2}}
Uvrstimo li za impuls kvantizirani izraz, dobivamo, da energija elektrona može poprimiti samo diskretne vrijednosti:
{\displaystyle E={\frac {h^{2}}{8\cdot m\cdot d^{2}}}\cdot n^{2}}
Već na tom jednostavnom primjeru može se rasvijetliti sva plodnost de Broglieve ideje.
Povezivanje gibanja čestice s gibanjem vala izvršio je de Broglie na vodikovu atomu da bi dobio diskretnost impulsa vrtnje. Promatrajmo gibanje elektrona u kružnicama. Isto kao i u prijašnjem primjeru pridružit ćemo gibanju čestice stojni val. Budući da se val periodički ponavlja na kružnici, mora se na opsegu kružnice nalaziti cijeli broj valnih duljina. Kad se na kružnici ne bi nalazio cijeli broj valnih duljina, tada bi u jednoj njenoj točki morao titraj vala imati dva različita stanja faze, a to je nemoguće. Val materije se zatvara na kružnici. Opseg kružnice jednak je 2∙r∙π. Na toj duljini nalazi se cijeli broj n valnih duljina λ. Prema tome je valna duljina mogućih valova jednaka:
{\displaystyle \lambda ={\frac {2\cdot r\cdot \pi }{n}}}
gdje je: n = 1, 2, 3, 4, … Posljedica je te diskretnosti valne duljine da je impuls vrtnje elektrona diskontinuirana veličina. Prema de Broglievu odnosu dobivamo za impuls vrtnje vrijednosti:
{\displaystyle p_{\phi }=r\cdot p=r\cdot {\frac {h}{\lambda }}=n\cdot {\frac {h}{2\cdot \pi }}}
Pridružujući valove gibanju čestica, našao je de Broglie prirodno tumačenje za Bohrovo kvantiziranje impulsa vrtnje. To je bio početak stroge kvantne mehanike.